# Ludwig (Wartenberg-Roth)

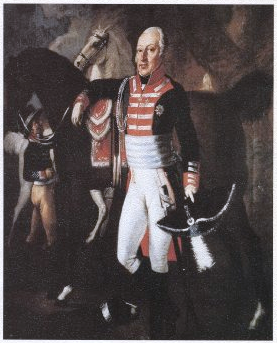
Ludwig, der letzte Graf des Hauses Kolb von Wartenberg

Ernst Ludwig Kolb Graf von Wartenberg, Herr zu Curl und Ostermannshofen (* 14. Oktober 1752; † 10. März 1818 in Rot an der Rot), war erst ein regierender Reichsgraf von Wartenberg, dann regierender Reichsgraf von Wartenberg-Roth, sowie bayerischer Generalleutnant der Kavallerie und Generaladjutant.

## Leben

### Herkunft
Er war ein Sohn des regierenden Grafen Friedrich Karl Kolb von Wartenberg (1725–1784) und der Caroline Polyxena von Leiningen-Dagsburg-Hardenburg (1728–1782), die seit 1751 verheiratet waren, und entstammte somit dem alten Reichsministerialengeschlecht der Kolb von Wartenberg.

### Regierung
Nach dem Tod seines Vaters im Jahr 1784 übernahm Ludwig die Regierung der linksrheinisch gelegenen Reichsgrafschaft Wartenberg. Sie gehörte bis zum Ende des 18. Jahrhunderts zum Oberrheinischen Reichskreis. Die Titulatur Herr zu Curl und Ostermannshofen rührte noch von Ludwigs Urgroßvater Johann Kasimir Kolb von Wartenberg her, der 1701 erster königlich preußischer Premierminister geworden war. Curl und Ostermannshofen waren wartenbergische Besitzungen in der Grafschaft Mark und im Herzogtum Kleve, die schnell wieder verloren gegangen waren, die Titel wurden aber beibehalten.
Mit der Einnahme des Linken Rheinufers im Jahr 1794 durch französische Revolutionstruppen wurde Ludwig aus seinem angestammten Territorium vertrieben. Seine Grafschaft wurde der Französischen Republik (1797/1801) einverleibt, war spätestens 1801 damit faktisch aufgelöst.
Als Entschädigung für den Verlust erhielt der Ludwig 1802 (bestätigt durch Reichsdeputationshauptschluss 1803) die Besitzungen der säkularisierten Reichsabtei Rot an der Rot in Oberschwaben, sowie zusätzlich Rentenzahlungen.
Nach dem Wiener Kongress (1815) kam das Gebiet der vormaligen Grafschaft Wartenberg 1816 an das Königreich Bayern (Rheinkreis), lediglich Mettenheim kam zum Großherzogtum Hessen (Rheinhessen).
Ludwigs neuer Besitz, die säkularisierte Reichsabtei Rot an der Rot, wurde hingegen zur Reichsgrafschaft Wartenberg-Roth ernannt. Über die Grafschaft Wartenberg-Roth übte er bis 1806 volle Souveränität aus, dann wurde sie in das Königreich Württemberg mediatisiert.

### Ehrungen
Ludwig war Ritter des Hubertusordens und Inhaber des Großkreuzes des Verdienstordens der Bayerischen Krone.

### Adoption
Er war ohne erbberechtigte Nachkommen. Weil daher der Name des Hauses Wartenberg auszusterben drohte, adoptierte er am 4. Dezember 1804 seine Stiefneffen, die Brüder Franz Carl Friedrich Ludwig Wilhelm Graf zu Erbach-Erbach (1782–1832) und Franz Georg Friedrich Christian Eginhard Graf zu Erbach-Erbach (1785–1854), mit dem Nachfolgerecht in der Regierung von Wartenberg-Roth in Primogenitur. Eine Namen- und Wappenvereinigung zu Graf zu Erbach-Erbach und von Wartenberg-Roth wurde für sie am 20. Januar 1806 in Wien festgelegt.
Ihr leiblicher Vater war Graf Franz I. zu Erbach-Erbach (1754–1823). Die leibliche Mutter entstammte wie Graf Ludwigs Mutter dem Hause Leiningen: Prinzessin Charlotte Louise Polyxena zu Leiningen und Dagsburg, Frau zu Aspremont (1755–1785). Der Graf zu Erbach-Erbach hatte in zweiter Ehe Graf Ludwigs Schwester, die am 12. März 1784 verwitwete Gräfin zu Erbach-Fürstenau, Charlotte Luise Polyxene geborene Kolb von Wartenberg (1755–1844), geheiratet. Am 10. März 1818 wurde mit dem Tod seines Adoptivvaters der Erstgeborene, Franz Carl II. zu Erbach-Erbach (1782–1832), auch Graf von Wartenberg-Roth. Bereits 1845 verkaufte jedoch sein Sohn Franz Eberhard XV., Graf zu Erbach-Erbach und von Wartenberg-Roth, die Grafschaft Wartenberg-Roth wieder, um eine finanzielle Schieflage zu sanieren. Die vormalige Reichsgrafschaft Wartenberg-Roth kam gänzlich an das Königreich Württemberg, in welches sie schon 1806 mediatisiert worden war. Name, Titel und Wappen sowie das zurückgekaufte Forstgut verblieben aber dem Hause Erbach-Erbach.